# Волковская волость (Псковская область)
Волковская волость — бывшие (c 1995 до 2015) административно-территориальная единица 3-го уровня и (с 2006 до 2015) муниципальное образование со статусом сельского поселения в Островском районе Псковской области России.
Административным центром формально был город Остров, фактически — деревня Карпово.

## География
Территория волости граничила на западе с городским поселением Остров и Бережанской волостью, на юге — с Городищенской волостью, на востоке — с Воронцовской волостью Островского района, на севере — с Палкинским, Псковским и Порховским районами Псковской области.
На территории волости расположено озеро Большое или Подозёрское (1,1 км², глубиной до 4 м).

## Население
| 2002 | 2010  | 2012  | 2013  | 2014  | 2015  |
| ---- | ----- | ----- | ----- | ----- | ----- |
| 1118 | ↗1253 | ↗1259 | ↘1247 | ↘1209 | ↘1186 |

## Населённые пункты
В состав Волковской волости входило 68 деревень: Алексеевка, Барашки, Беляево, Брени, Волково, Горяйново, Гнилище, Дубровка, Жеребьи, Зимари, Каменка, Карпово, Кисели, Козловичи, Малинкино, Немоево, Нефедино, Новая, Новины, Новое Никольское, Овечкино, Овсеево, Озерово, Оловяшкино, Ольхи, Погорелка, Подберезкино, Подберезье, Плодопитомник, Пригон, Протасьево, Радухино, Редкино, Сосницы, Стадник, Тараканово, Уласово, Улеха, Хомутинино, Шатуново, Авдятово, Асановщина, Аниткино, Астратово, Березница, Бахарево, Вергино, Глотово, Гудово, Дуловка, Житница, Кожино, Кириллово, Маслово, Мишково, Романово, Скоморохово, Стрелецкое, Сухлово, Телегино, Таделково, Усадище, Жележенье, Пыляи, Уласково, Гусаково, Столбово, Сешкино.

## История
Территория современной волости в 1927 году вошла в Островский район в виде ряда сельсоветов, в том числе Волковского сельсовета.
Указом Президиума Верховного Совета РСФСР от 16 июня 1954 года в Дуловский сельсовет был включён Дроздовский сельсовет, Волосовский — в Малоприезжинский сельсовет.
Решением Псковского облисполкома от 5 июля 1958 года Малоприезжинский сельсовет был упразднён и разделён между Волковским и Бережанским сельсоветам.
Решением Псковского облисполкома от 25 апреля 1960 года в  Волковский сельсовет были включены Красно-Ивановский и Немоевский сельсоветы, а также образован Городищенский сельсовет из части Волковского сельсовета и упразднённого Шашковского сельсовета.
Постановлением Псковского областного Собрания депутатов от 26 января 1995 года все сельсоветы в Псковской области были переименованы в волости, в том числе Волковский, Городищенский, Дуловский сельсоветы были превращены в Волковскую, Городищенскую, Дуловскую волости.
Законом Псковской области от 28 февраля 2005 года в границах Дуловской (д. Дуловка) и Волковской (д. Карпово) волостей было образовано муниципальное образование Волковская волость со статусом сельского поселения с 1 января 2006 года в составе муниципального образования Островский район со статусом муниципального района, также было образовано муниципальное образование Городищенская волость со статусом сельского поселения с 1 января 2006 года в составе муниципального образования Островский район со статусом муниципального района.
В апреле 2015 года путём объединения Городищенской и Волковской волостей была создана новообразованная Островская волость.